# Antepione arcasaria
Antepione arcasaria är en fjärilsart som beskrevs av Walker 1860. Antepione arcasaria ingår i släktet Antepione och familjen mätare. Inga underarter finns listade i Catalogue of Life.